# Fujifilm GFX 50s
La Fujifilm GFX 50s è una fotocamera mirrorless digitale presentata per la prima volta alla Photokina di Colonia nel 2016 e disponibile per la vendita nei primi mesi del 2017. È la prima macchina fotografica di medio formato, e la più costosa del parco macchine prodotte dalla giapponese Fujifilm Holdings Corporation.

## Caratteristiche
Le caratteristiche di punta della GFX 50s sono diverse e frutto di anni di ricerche della corporation giapponese che si era già contraddistinta con precedenti sei modelli di macchine fotografiche mirrorless della serie "X". Alla fine del 2016 e all'inizio del 2017, la GFX 50s era considerata, in assoluto, come la mirrorless con la più alta risoluzione (51,4 Mp) rispetto alle molte sue concorrenti, inclusa la svedese Hasselblad che aveva prodotto un modello (l'X1D) di 50 Mp.
La GFX 50s è una macchina full-frame, la seconda fotocamera mirrorless medio formato (43.8 x 32.9) mai prodotta, e la prima ad avere l'otturatore sul piano focale. Le caratteristiche principali sono:
- Sensore: CMOS a matrice Bayer - 43,8×32,9mm da 51.4 Megapixel[8]
- Processore: processore d’immagine X Processor Pro
- Risoluzione min/max: 51.4 MegaPixel - 4000 x 3000 / 8526 x 6192
- Sensibilità di riferimento: da 100 a 12.800 e con espansione da 50 a 102.400
- Otturatore: sul piano focale fino a 1/4000 sec.
- Bilanciamento del bianco: automatico e manuale con 8 preset
- Schermo LCD: Touch Screen da 3.2" con risoluzione di 2.360.000 pixel
- Messa a fuoco: Autofocus a contrasto su 117 punti
- Esposizione (misurazione della luce): Multizona, Spot, Media, Media pesata al centro (esposimetro da 256 segmenti)
- Esposizione (modi): Manuale, priorità dei tempi, priorità dei diaframmi, program
- Tempi: da 1/16.000" a 4" e fino a 60 min. (modalità Bulb)
- Formati immagine: RAW, Jepg, RAW+Jepg
- Supporti di memoria: SD, SDHC, SDXC
- Interfacce: HDMI, USB, Wi-Fi, Video
- Mirino: Elettronico da 0,5" con 3.690.000 pixel di risoluzione, copertura 100%, ingr. 0.85x
- Scatto: Singolo, raffica di 3 fps con buffer per 8 scatti RAW non compressi, autoscatto
- Alimentazione: batterie agli ioni di litio NP-T125 (carica per 400 scatti)
- Video: Funzione Movie per la registrazione video Full HD a 30 fps
- Innesto obiettivi: Fuji G Mount (innesto esclusivo)

## Obiettivi intercambiabili
I primi sei obiettivi prodotti dalla casa giapponese con attacco dedicato "G Mount" della famiglia fujinon sono:
- GF63mmF2.8 R WR, (obiettivo standard)[10]
- GF32-64mmF4 R LM WR, (obiettivo zoom)[11]
- GF120mmF4 Macro R LM OIS WR, (obiettivo macro)[12]
- GF110mmF2 R LM WR, (teleobiettivo medio)[13]
- GF45mmF2.8 R WR, (obiettivo grandangolare)[14]
- GF23mmF4 R LM WR,  (obiettivo ultragrandangolare)[15]